# Marek Bujak
Marek Bujak (* 15. Mai 1969 in Kędzierzyn-Koźle) ist ein deutscher Badmintonspieler polnischer Herkunft.

## Karriere
Marek Bujak startete seine Karriere bei Odra Kędzierzyn-Koźle unter Trainer Tomasz Zioło. Er gewann in seiner Heimat Polen mehrere Silber- und Bronzemedaillen bei den nationalen Titelkämpfen. Als Junior wechselte er nach Deutschland und gewann auch dort mehrere Medaillen bei den deutschen Meisterschaften.

## Sportliche Erfolge
| Saison    | Veranstaltung                          | Disziplin    | Platz | Name                                                                     |
| --------- | -------------------------------------- | ------------ | ----- | ------------------------------------------------------------------------ |
| 1986      | Polnische Meisterschaften der Junioren | Herrendoppel | 1     | Marek Bujak / Roman Golinowski                                           |
| 1987      | Polnische Einzelmeisterschaften        | Herrendoppel | 2     | Jarosław Bąk / Marek Bujak (Technik Głubczyce)                           |
| 1987      | Polnische Einzelmeisterschaften        | Mixed        | 3     | Marek Bujak / Marzena Masiuk (Technik Głubczyce)                         |
| 1987      | Polnische Meisterschaften der Junioren | Herreneinzel | 1     | Marek Bujak                                                              |
| 1988      | Polnische Einzelmeisterschaften        | Herreneinzel | 3     | Marek Bujak (Technik Głubczyce)                                          |
| 1988      | Polnische Einzelmeisterschaften        | Mixed        | 3     | Marek Bujak / Marzena Masiuk (Technik Głubczyce)                         |
| 1988      | Polnische Einzelmeisterschaften        | Herrendoppel | 2     | Jarosław Bąk / Marek Bujak (Technik Głubczyce)                           |
| 1989      | Polnische Einzelmeisterschaften        | Herrendoppel | 2     | Marek Bujak / Grzegorz Olchowik (Technik Głubczyce)                      |
| 1989/1990 | Deutsche Einzelmeisterschaft U22       | Herreneinzel | 2     | Marek Bujak (SV Kreimbach-Kaulbach)                                      |
| 1995/1996 | Deutsche Einzelmeisterschaft           | Herreneinzel | 3     | Marek Bujak (TuS Wiebelskirchen)                                         |
| 1997/1998 | Deutsche Einzelmeisterschaft           | Herreneinzel | 2     | Marek Bujak (TuS Wiebelskirchen)                                         |
| 1998/1999 | Deutsche Einzelmeisterschaft           | Herreneinzel | 3     | Marek Bujak (TuS Wiebelskirchen)                                         |
| 2001/2002 | Deutsche Einzelmeisterschaft O32       | Herrendoppel | 2     | Marek Bujak / Bernd Schwitzgebel (PSV Ludwigshafen / 1. BC Bischmisheim) |
| 2001/2002 | Deutsche Einzelmeisterschaft O32       | Herreneinzel | 1     | Marek Bujak (PSV Ludwigshafen)                                           |
| 2004/2005 | Deutsche Einzelmeisterschaft O35       | Herreneinzel | 2     | Marek Bujak (PSV Ludwigshafen)                                           |
| 2005/2006 | Deutsche Einzelmeisterschaft O35       | Herreneinzel | 1     | Marek Bujak (PSV Ludwigshafen)                                           |
| 2006/2007 | Deutsche Einzelmeisterschaft O35       | Herreneinzel | 1     | Marek Bujak (HSG DHfK Leipzig)                                           |
| 2009/2010 | Deutsche Einzelmeisterschaft O40       | Herreneinzel | 1     | Marek Bujak (TV Dillingen)                                               |
| 2010      | Senioren-Europameisterschaft 40+       | Mixed        | 3     | Marek Bujak / Mirella Engelhardt                                         |
| 2010      | Senioren-Europameisterschaft 40+       | Herreneinzel | 2     | Marek Bujak                                                              |